# Horacio Turano
Horacio Omar "Tato" Turano (Boedo, Buenos Aires, 10 de noviembre de 1953) es un músico, pianista, saxofonista, cantante, compositor, arreglista y actor. Fue integrante del conjunto humorístico/musical Les Luthiers desde 2015 hasta 2023, tras haber sido reemplazante desde el año 2000.

## Trayectoria profesional
Desde principios de los años 70 participó en distintas agrupaciones del entorno del jazz, y ocasionalmente también en otros géneros de la música popular. Durante 1979 y 1980 residió en Alemania, donde desarrolló diferentes trabajos del ámbito musical. Formó parte del Bülent Ates Quartett y el grupo Paris, entre otros, y colaboró con otros artistas locales como Betty Dorsey y Buddy Bowser, además de mantener una intensa actividad como pianista solista.
En Buenos Aires, trabajó junto a Raúl Carnota, Julia Zenko, Raúl Parentella, Eddie Sierra y, como músico y cantante sesionista, realizó grabaciones junto a Sergio Denis, Ignacio Copani, José Vélez, Gianfranco Pagliaro, Moris y el conjunto Cantoral, entre otros. También colaboró en grabaciones de música publicitaria con importantes arregladores como Emilio Valle, Luis Cerávolo, Baby López Fürst y Oscar Cardozo Ocampo.
En 1986 fundó el Grupo Vocal Cuatro & 4, junto a Jorge Cutello, Alejandra Martín y Lito Magistris. Este grupo alcanzó un notable reconocimiento, y actuó a veces con secciones rítmicas de jazz. En julio de 2000 ingresó en Les Luthiers en calidad de reemplazante oficial de todos los integrantes del grupo.
En 2001 formó el quinteto «Mainstream» junto a prestigiosos músicos locales, y en 2019 creó la banda de rock «E.A. & Spoilers», que publica un disco en directo en diciembre de ese mismo año.
Como solista grabó su primer CD «Tato Rante», con el que se asoma al mundo del tango. Además de su actividad artística es de mencionar también su labor docente.

## En Les Luthiers
Les Luthiers es un prestigioso grupo argentino de música y humor, que inició su andadura profesional en 1967. En el año 2000 sus componentes vieron la necesidad de contar con algún reemplazante que de forma estable formase parte del elenco, de modo que si alguno de ellos estaba enfermo o indispuesto la función pudiera seguir celebrándose; de este modo, Tato se incorporó al grupo, y tuvo ocasión de salir esporádicamente a escena. A lo largo del año 2015 uno de los miembros más emblemáticos del grupo, Daniel Rabinovich, se vio forzado a alejarse de las tablas por causa de una enfermedad que, finalmente, fue causa de su muerte en agosto de ese mismo año; de este modo, el papel de Tato como reemplazante cambió, y desde ese momento ya figuró en los espectáculos y la web corporativa como miembro del grupo, algo que en realidad llevaba tiempo asumiendo de facto. De hecho, es fácil comprobar que en la web oficial del grupo aparece como uno de los integrantes del grupo, ahora los reemplazantes son otros.
Tener tantos años de experiencia en el grupo le permitió integrarse en él al máximo nivel de un modo natural, y así por ejemplo durante la giras internacionales de 2016 y 2017 fue entrevistado en varias emisoras españolas de radio: Radio Aragón, 2016, Cadena SER de Bilbao, 2017, entre otras; su nombre aparece ya como miembro del grupo, y no como reemplazante, en los créditos del DVD que Les Luthiers saca al mercado en 2016 («Viejos Hazmerreíres»); Tato ya era uno más. Esto lo explicó el fallecido miembro fundador de Les Luthiers, Marcos Mundstock, quien en una entrevista en octubre de 2018 para el periódico argentino La Nación afirmaba a propósito de Tato Turano: «Esta es la formación actual de Les Luthiers, que a veces la gente más adicta y que nos sigue más se desorienta un poco. Este es el sexteto actual, con los históricos más Tato Turano, que ya pronto va a ser histórico, porque hace mucho que está». Con toda normalidad, Tato aparece en diversos reportajes del grupo.
Cuando en 2019 el Instituto Cervantes de España pidió a Les Luthiers que dejaran un legado en una de las cajas de seguridad de esta institución, algo que supone un homenaje explícito, Tato estuvo presente en el acto, como queda reflejado en las notas periodísticas que se publicaron. Unos días después, en Madrid, presentó junto con casi todos sus compañeros la gira del espectáculo «Viejos Hazmerreíres»; en la entrevista que Les Luthiers dieron en la emisora de radio Onda Cero señalaron que, además, estaban preparando un nuevo espectáculo, con obras originales; lamentablemente, la gira se tuvo que interrumpir al año siguiente como consecuencia de las restricciones que se establecieron por la pandemia de COVID-19. El mes siguiente también fue entrevistado, junto a sus compañeros, por la cadena pública española TVE, en la emblemática Casa de América.
En enero de 2020 participa junto al resto de su grupo, y algunas personalidades artísticas más, en la reinauguración del Teatro Tronador de la ciudad de Mar del Plata, Argentina.
Ese mismo 2020 el periódico argentino Clarín dedicó un reportaje a las últimas incorporaciones al grupo, pues además de Tato Turano también forman parte del elenco principal los antes reemplazantes Martín O'Connor, Tomás Mayer-Wolf y Roberto Antier. Ahí podemos leer lo que dice Tato de sí mismo: «Llevo 20 años en el grupo y pasé por nueve espectáculos. Me tocó reemplazar a todos».
Un mes después, y a punto de declararse la pandemia de COVID, el periódico español «Diario de Aragón» publicó una entrevista a Tato Turano, quien en nombre de Les Luthiers presentaba el espectáculo que iba a representarse poco después en la ciudad de Zaragoza.

## Discografía

### En solitario
- Turano sings The Beatles (1996)
- La Boedo (1998)
- Turano Trio y Cuarteto (2006)
- Humble Piano (2012)
- Tato Rante (2019)

### Con Les Luthiers
- Viejos Hazmerreíres (DVD - 2016)

### Con E. A. & The Spoilers
- En Vivo en Strummer Bar (2019)